# Sarcopromusca pruna
Sarcopromusca pruna är en tvåvingeart som först beskrevs av Shannon och Ponte 1926.  Sarcopromusca pruna ingår i släktet Sarcopromusca och familjen husflugor. Inga underarter finns listade i Catalogue of Life.